# 妃英理
妃 英理（きさき えり）は、『週刊少年サンデー』で連載されている青山剛昌原作の漫画作品、およびそれを原作とするテレビアニメなどのメディアミックス『名探偵コナン』の作品に登場する架空の人物。戸籍上の本名は毛利英理。アニメでの声優は高島雅羅が担当する。ドラマでの俳優は大塚寧々が担当。

## 概要
毛利蘭の母親で、毛利小五郎の妻。職業は弁護士で、小五郎との夫婦喧嘩が原因で数年前より別居して個人事務所「妃法律事務所」を経営している。秘書に栗山緑がいる。年齢は38歳。誕生日は10月10日で、江戸川コナン（工藤新一）と鈴木次郎吉と並んで誕生日が明かされている数少ない1人。
職務においては旧姓の「妃」を名乗るが、小五郎と離婚したわけではないため、戸籍名は「毛利英理」のままである。
名前の由来は「エラリー・クイーン」。

## 人物
蘭たちの通う帝丹高校の出身で、新一の母親の工藤有希子とは小五郎と同じく同級生である。
黙っていても注目を集めるほどの美女であり、法廷での無敗記録を更新中の凄腕弁護士であることから「法曹界の女王（クイーン）」という異名を取る。頭髪は腰まで届く茶髪（アニメでは2003年から2007年まで黒髪）のロングヘアを、まとめてアップヘアにしている。なお、昼間に美容院へ通うことは仕事上難しいことから夜間に通っていたが、贔屓にしていた美容師が殺人を犯した際にアリバイの証人として利用されたことがある。
弁護士という仕事柄、日本語の横書き文書の読点に「、」ではなくコンマの「，」を用いる癖があり、誘拐された際には携帯電話のメッセージアプリで自分に成りすます犯人の目をかいくぐるためにそれを活用している。考えをまとめる際には音楽を聴く。愛車は、ミニクーパー（4速M/T）。ドラマの単発第3作のみ、相手に嘘をつかれると左目が痒くなるという職業病を患っている。
やや脇が甘いところがあり、 事務所が無防備に開扉された状態を付け込まれて離婚訴訟の裁判で敗訴した男達に逆恨みで誘拐された後、コナン（新一）から蘭を通じて注意されている。
初登場以降、蘭や小五郎抜きでの単独登場は長らくなかったが、「博士の動画サイト」で動画サイトに投稿した映像で初めて単独で登場した。劇場版には、第2作『14番目の標的』にて初登場。以降、第4作・第8作・第10作・第22作に登場（第8作以外は緑とセットで登場）している。第8作では誤ってコナンに時計型麻酔銃の麻酔針で眠らされた結果、小五郎に代わる形で探偵役を務めた。これは現時点で原作・アニメを通して唯一の事例である。

### 能力
民法や刑法を暗唱できるきわめて明晰な頭脳を持ち、高校1年の時に東都大学の入学試験を満点通過してハーバード大学への留学を薦められた。コナンのアドバイスで事件を解決することもある。
身体能力も高く、小五郎から教わった一本背負いで犯人を返り討ちにしたことがある。
編み物が得意だが、料理に関しては家族や知人に恐怖されるほど壊滅的に下手である。原作での描写は少ないが劇場版では象徴的に描かれており、劇場版第2作『14番目の標的』では、かつて怪我の痛みを我慢しながら入念に作った料理を小五郎に食べさせたところ、あまりの不味さから「こんなもん作るくらいならさっさと寝てろ！」と酷評されたことに激怒し、その大喧嘩が別居の一因になったと語られている。劇場版第4作『瞳の中の暗殺者』では、記憶喪失中の蘭に代わってビーフシチューを作ろうとしたところ、コナンは顔を真っ青にし、小五郎も逃亡を試みている。劇場版第22作『ゼロの執行人』エンディングでは小五郎に手料理を振る舞い、口論となる描写もあった。ドラマの単発第3作では、新一どころか蘭すらも食べるのを嫌がっていた。

### 嗜好
好物はジゴバのチョコレートで、過去に小五郎からプレゼントされたことがあるが、劇場版第2作『14番目の標的』ではそれを犯人に利用され、毒殺されかけている。
「ゴロ」という名前の猫を飼っている。最初に飼っていたスノーシューが老齢で亡くなったため、現在は知り合いから譲り受けたロシアンブルーに同名を付けて飼っている。

## 家族・対人関係
小五郎とは幼馴染であり、大学在学中に結婚し、彼の外出時にネクタイを直してあげるほど円満な夫婦仲の家庭を築くが、結婚から7年後に別居する。別居後は、たまに会っても互いに悪口を言い合い意地を張っているが、彼のことは内心で大切に想っており、助けを求められると多忙の中にあっても助けようとし、小五郎に依頼を紹介することもある。結婚指輪を着け続けていることについては「うっとうしい男を近づけないための虫よけ」と語っており、砂浜で結婚指輪を無くしてしまった際には、わざと外して小五郎が気付くかを試すと偽ったが、後に小五郎が見付けていたことを知り彼を見直した。蘭は両親の仲を取り持とうと何度も試みているが、小五郎のだらしなさや両者の意地っ張りな性格が災いし、いずれも失敗に終わっている。アニメオリジナルエピソードでは、電話口で弱気な部分を見せた小五郎に元気付ける言葉を送ったことがある。
一人娘である蘭のことは小五郎と同じく大切に想っているが、幼馴染と探偵には気をつけるように言っている。また、蘭が記憶喪失になった際には、小五郎と協力してケアを懸命に行っている。
コナン（新一）にとっては、幼少時に蘭と共に厳しく叱られたことから、「体が無意識のうちに拒否反応を引き起こす」ほどに苦手な存在である。なお、初登場の際にコナン（新一）は10年会っていなかったため、英理の顔を完全に忘れていた。一方、英理は毛利家の居候であるコナンのことを可愛がっており、彼の正体が新一である事こそ知らないものの、初対面の時に見たコナンの推理力とそれを披露する威勢の良さから、普通の子供でないことを見抜いている。事件現場ではコナンの言葉に積極的に耳を傾け、彼と共に事件を推理したり情報を提供したりする。小五郎が普段から一変して冴え渡った推理を見せる「眠りの小五郎」についても、その正体がコナンであることこそ想定するまでに至っていないが、次第に小五郎が本当に推理しているのか疑いを強めている。
美人かつ頭脳派ということもあってライバルも多く、高校生時代には工藤有希子とミスコン対決を繰り広げた。有希子とは張り合うことはあるものの、仲は非常に良好である。アニメオリジナルストーリーでは、「検察のマドンナ」と評される検察官・九条玲子と法廷の戦いを繰り広げている。玲子とは現在までに3回戦い、いずれも勝利して無敗記録を更新した。この法廷の戦いは、九条が無敗記録を更新し続ける英理にストップを掛けようとしたことが始まりである。
父親は小五郎の回想シーンに後ろ姿で登場している。目暮とも顔馴染みだが、初登場時までは目暮が警部補の時に会ったのが最後だった。服部平次や遠山和葉とは、現在のところOVA第2作の『16人の容疑者!?』以外に直接会っている描写が無いが、蘭が英理に平次の解決した事件について電話で話しているシーンは存在する。
『名探偵コナン50+ SDB』に記載されている作者インタビュー（174ページ）によると、黒ずくめの組織とは無関係である。
周囲からの呼称は、「英理おばさん（コナン）」、「お母さん（蘭）」、「英理（小五郎）」、「英理ちゃん（有希子）」、「妃先生（栗山）」、「妃弁護士（目暮警部）」、「英理さん（阿笠博士）」。